# 上昆讷斯多夫
上昆讷斯多夫（德語：Obercunnersdorf，發音：[ˌoːbɐˈkʊnɐsdɔʁf]）是德国萨克森州格尔利茨县曾经的一个市镇，面积15.62平方千米，2018年9月30日人口为1,339人。2013年1月1日，上昆讷斯多夫与市镇艾包和下昆讷斯多夫合并为市镇科特马尔。